# Allan Birnbaum
Allan Birnbaum (San Francisco, 27 maggio 1923 – Londra, 1º luglio 1976) è stato uno statistico statunitense.
Contribuì alla statistica inferenziale, genetica statistica, psicometria e alla storia della statistica.

## Biografia
Nato a San Francisco da genitori russi, ebrei ortodossi, studiò matematica all'università della California seguendo contemporaneamente un corso di medicina. Dopo il bachelor in matematica nel 1945 seguì per due anni corsi universitari in matematica e filosofia, pensando forse ad una carriera in filosofia della matematica, come suggeritogli da uno dei suoi docenti di filosofia, Hans Reichenbach.
Si trasferì all'Università della Columbia per il PhD con Abraham Wald. In seguito alla morte di quest'ultimo in un incidente aereo nel 1950, il suo dottorato venne seguito da Erich Leo Lehmann. La tesi di Birnbaum e i suoi primi lavori sono fortemente influenzati dal testo classico di Lehmann Testing Statistical Hypotheses.
Birnbaum rimase alla Columbia fino al 1959 quando si trasferì al Courant Institute of Mathematical Sciences, diventando professore ordinario di statistica nel 1963.
Nel 1975 accettò un incarico alla City University di Londra. Morì suicida l'anno seguente.

## Opere
- On the foundations of statistical inference. J. Amer. Statist. Assoc. 57(298):269–326, 1962.